# 포로 이탈리코 로마 대학교
포로 이탈리코 로마 대학교(이탈리아어: Università degli Studi di Roma "Foro italico"; 영어: University of Rome “Foro Italico”)는 이전에 자동차 과학 대학 연구소(이탈리아어: Istituto Universitario di Scienze Motorie, IUSM)로 알려진 공립 연구 대학으로 이탈리아 로마에 위치해 있다.

## 같이 보기
- 국제 의학 입학 시험
- 지속적으로 운영되고 있는 가장 오래된 대학 목록